# 1881年ウィンブルドン選手権
1881年に行われた、第5回 ウィンブルドン選手権（だい5かいウィンブルドンせんしゅけん）に関する記事。イギリス・ロンドン郊外にある「オールイングランド・ローンテニス・アンド・クローケー・クラブ」にて開催。

## 大会の流れ
- 1878年の第2回大会から「チャレンジ・ラウンド」（Challenge Round, 挑戦者決定戦）と「オールカマーズ・ファイナル」（All-Comers Final）で優勝を決定する方式になった。大会前年度優勝者を除く選手は「チャレンジ・ラウンド」に出場し、前年度優勝者への挑戦権を争う。前年度優勝者は、無条件で「オールカマーズ・ファイナル」に出場できる。チャレンジ・ラウンドの勝者と前年度優勝者による「オールカマーズ・ファイナル」で、当年度の選手権優勝者を決定した。
- 男子シングルスのチャレンジ・ラウンドには、48名がエントリーした。文献に掲載されている記録は、準々決勝以後になる。
- 1879年から男子ダブルス競技が始まったが、1883年まではオックスフォードで実施された。男子ダブルスがオールイングランド・クラブで実施され、正式な優勝記録表に掲載されるのは1884年以後になる。

## 大会前年度優勝者
1880年優勝者、ジョン・ハートリー

## チャレンジラウンド

### 準々決勝
- ウィリアム・レンショー vs. オトウェー・ウッドハウス　4-6, 6-4, 6-0, 6-3
- ハーバート・ローフォード vs. G・S・マレー＝ヒル　6-1, 6-1, 6-0
- リチャード・リチャードソン vs. W・H・ダービー　6-0, 6-4, 6-1

### 準決勝
- ウィリアム・レンショー vs. ハーバート・ローフォード　1-6, 6-3, 6-2, 5-6, 6-3
- リチャード・リチャードソン　試合なし → 決勝へ

### 決勝
- ウィリアム・レンショー vs. リチャード・リチャードソン　6-4, 6-2, 6-3

## オールカマーズ決勝
- ウィリアム・レンショー vs. ジョン・ハートリー　6-0, 6-1, 6-1　（W・レンショーが本大会の優勝者になる）

## 男子ダブルス決勝
- ウィリアム・レンショー＆アーネスト・レンショー vs. H・ヴォーン＆W・ダウン　6-0, 6-0, 6-4

オックスフォード開催の第3回男子ダブルスは、決勝戦が最大5セット・マッチに短縮され、セットカウント 3-0 でレンショー兄弟組が優勝した。